# طيور نوية
فصيلة الطيور النَّوَّيَّة أو طيور بترل كما تعرف أيضا ب خطاف البحر (باللاتينية: Procellariidae)، تنتمي الي رتبة نوئيات (باللاتينية: Procellariiformes)،و هي فصيلة طيور تتكون من 72 نوع، وهي تتراوح بين الحجم الصغير والكبير، وطيور هذه العائلة ذات أجنحة طوية تصل إلى مترين وطول الطائر يصل إلى 28 - 90 سم والوزن بين 130 جرام و4 كيلوجرامات والذيل قصير .